# Hrašljani
Hrašljani su naseljeno mjesto u gradu Ljubuškom, Federacija BiH, BiH.

## Zemljopisni položaj i značajke
Naselje se nalazi se južno i jugoistočno od Ljubuškog. Presjecaju ga tri prometnice: regionalna Ljubuški - Čitluk, magistralna Čapljina - Ljubuški te lokalna Hardomilje - Vitaljina - Pregrađe. Površina naselja je 11 km2, najniža točka na 56 m/nv i najvišom na 212 m/nv. Dijele se na Bučine, Ligat, Mandiće, Staje, Vitaljinu i Vištice.

## Stanovništvo

### 1991.
Nacionalni sastav stanovništva 1991. godine, bio je sljedeći:
ukupno: 481
- Hrvati - 478
- ostali, neopredijeljeni i nepoznato - 3

### 2013.
Nacionalni sastav stanovništva 2013. godine, bio je sljedeći:
ukupno: 798
- Hrvati - 794
- ostali, neopredijeljeni i nepoznato - 4

## Povijest
O životu u prapovijesti u Hrašljanima govore brojne kamene nadgrobne gomile iz brončanog i željeznog doba. Na Gornjem Brdu (Ligat) postoji skupina od tri gomile, a u Ligatu dvije. U Vitaljini, na lijevoj obali Trebižata, nalazi se kamena gomila promjera 20 metara i prosječne visine 3 metra. Na površini se vide tragovi devastacije grobova, kao i sitni ulomci prapovijesne keramike. S lijeve obale mosta na rijeci Trebižat (na lokalitetu Mostine) niklo je rimsko naselje. U blizini na privatnoj čestici su ostatci veće rimske zgrade na čijim je ulomcima crijepa bio žig Q. Clodius Ambrosius, što navodi da je riječ o luksuznom objektu iz 1. stoljeća pokrivenom crijepom koji je bio uvezen. Carl Patsch je utvrdio da je na mjestu današnjega mosta preko Trebižata, između Hrašljana i Hardomilja postojao most dug 20 m i širok 3,67 m, na dva kamena nosača. Na lokalitetu Grebine u Vitaljinu pronađen je natpis veterana VII. legije koji se nalazi u arheološkoj zbirci Muzeja Franjevačkoga samostana Humac. U Vitaljini postoje dva nalazišta srednjovjekovnih stećaka. Na lokalitetu Grebine, uz Trebižat, nalazište je dvadeset primjeraka koji su zarasli i potonuli u zemlju. Orijentirani su u smjeru zapad - istok, a najviše je ploča i nešto škrinja. Stotinjak metara niz rijeku nalazi se druga skupina od 7 primjeraka, 5 škrinja i 2 ploče, orijentiranih također u smjeru zapad - istok. U Polju se nalazi još jedan osamljeni stećak.
U svojemu Šematizmu 1867. fra Petar Bakula spominje Vitaljinu u župi Humac s 26 kuća i 137 žitelja. Austrougarski popis 1895. navodi za Hrašljane (Bučine, Grabovina, Ligat, Vitaljina Donja i Vitaljina Gornja) 312 stanovnika u 51 kući, od kojih su 132 bili kmetovi; popis iz 1910. pokazuje 64 kuće s 381 žiteljem. U prvoj polovici 20. stoljeća 62 stanovnika su iselila, uglavnom u SAD, Australiju i Argentinu.

## Zanimljivosti
- Korito rijeke ispod rimskog mosta bilo je popločano u duljini pet metara, kako voda ne bi podrivala nosače mosta.[2]